# 동성결혼

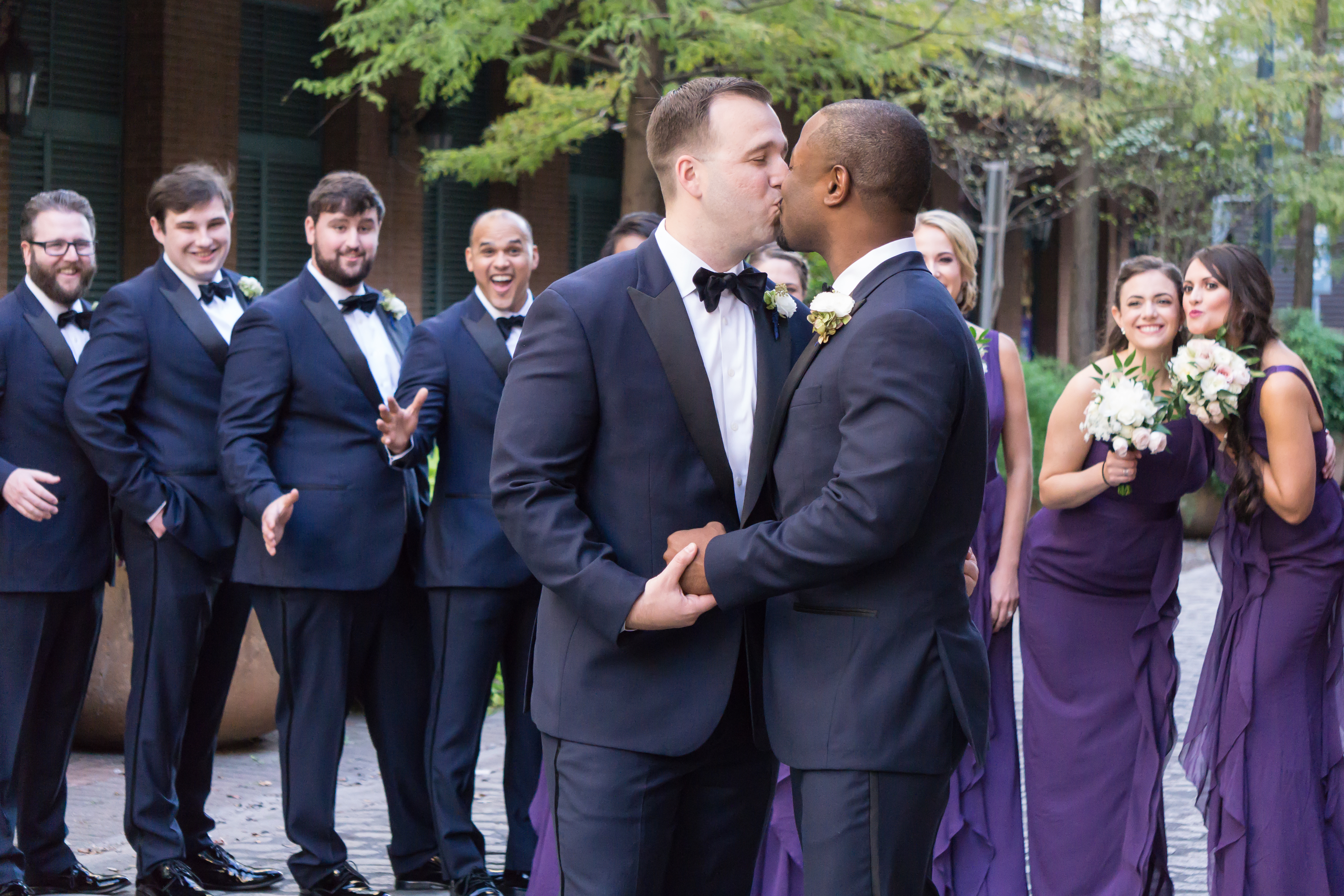
두 남자가 2017년 11월 11일 미국 뉴올리언스에서 결혼식을 올리는 모습

동성결혼(同性結婚, 영어: same-sex marriage, gay marriage) 또는 동성혼(同性婚)은 생물학적, 사회적으로 동일한 성별을 가진 두 사람 사이에 법률상, 사회상으로 이루어지는 결혼을 말한다. 평등혼 또는 평등결혼(marriage equality, equal marriage)은 동성결혼보다 더 포괄적인 개념이다.
20세기 후반부터 LGBT 운동이 활발히 일어나면서 2001년 네덜란드를 시작으로 전 세계 35개국에서 개인의 행복추구권과 평등권 등 인권과 시민권에 기초하여 동성결혼을 전면적으로 혼인의 형태로 포섭하고 이를 법적으로 시행하고 있으며, 그 밖에 멕시코 등에서도 시행하고 있다.
동성의 동반자관계를 혼인관계와 유사하게 법적으로 보호하는 시민 결합(civil union) 제도를 시행하고 있는 국가들을 포함하면 전 세계 40개 국가가 동성 커플의 법적 지위를 보장하고 있다.

## 역사

### 고대
동성결혼은 기독교가 퍼지기 전인 고대 그리스와 고대 로마, 메소포타미아, 중국 등 당대의 고대 세계에 널리 존재해왔다.
고대 이집트와 메소포타미아, 아시리아 등지에서는 동성결혼식과 종교적 의식이 치루어졌으며, 《주문역서》에서는 신자들이 여성과 남성, 여성과 여성, 남성과 남성 간의 대등한 관계를 청하는 내용을 담고 있다.
중국의 주나라에서는 반장과 왕중선이 부부처럼 살았다는 기록이 있다.
고대 그리스에서도 하르모디우스와 아리스토기톤, 알렉산더와 바고아스처럼 두 성인 남성인 동성커플들이 실존하였지만 이들이 결혼한 사이였다는 기록은 존재하지 않는다.
학계의 논란의 여지가 있지만 역사상 최초로 언급되는 동성결혼은 로마 제국에서 이루어졌다. 당대 로마 황제 엘라가발루스를 비판하고 묘사하는 문구들 중, 엘라가발루스가 자신의 마차 기수이자 노예인 금발의 히에로클레스를 자신의 남편이라고 소개하는 내용이 포함되어있다. 그는 또한 다른 시민들의 축하 속에 운동 선수 조티쿠스와 공개 결혼식을 열기도 하였다.
공식적으로는 네로 황제가 남성과 결혼한 최초의 로마 황제이다. 그는 죽기 전까지 두 명의 남편을 두었다. 그의 첫 남편은 자유민이던 피타고라스였으며, 후에는 스포루스와 결혼하였다. 로마 황제의 결혼식은 로마와 그리스에서 축하되었으며 매우 사치스럽게 행해졌다.
다만 당시 로마법에 따르면, 법적인 결혼은 로마 시민인 남성과 여성간에만 가능하였기 때문에 황제들의 동성결혼에 대한 실질적 합법 여부는 불확실하다. 이러한 법적 지위의 불명확함과는 관계없이, 현대 역사학자들은 당시에 동성커플간 배우자 관계가 존재했음에는 동의하고 있으나 동성결혼이 얼마나 성행했으며 이들이 어떤 생활을 했었는지에 대해서는 여전히 제대로 알려져 있지 않다.
342년 기독교 황제인 콘스탄티우스 2세와 콘스탄스는 테오도시우스 법전에 따라 동성결혼을 금지하고 이들을 처형하도록 명령하였다.

### 중세
800년대 비잔티움 제국의 황제 바실리우스 1세가 교회 의식으로 친구 남성과 결혼하였으며, 비잔티움 제국내에서 동성 결혼이 드물지 않게 있었던 것으로 보인다.
1061년 4월 16일 스페인의 갈리시아 지방 라이리스 데 베이가에서 두 남성, 페드로 디아스와 무뇨 반딜라스가 신부의 축복 하에 결혼하였다는 기록물이 셀레노바의 한 수도원에서 발견되었다.
12세기 아일랜드의 역사가였던 제럴더스 캄프렌시스에 따르면 당대의 아일랜드에서 동성 결혼이 여럿 존재하였다고 기록하고 있다.
중세 후기의 프랑스에서는 《affrèrement》라는 법적 관계가 존재하였는데, 혈연관계가 아닌 두 성인 남성이 '하나의 빵과 하나의 와인, 하나의 지갑'을 공유하며 동거할 수 있도록 하는 제도였다. 이는 현대 시민 결합의 가장 시초의 형태로 여겨진다.
중국에서는 명나라 때, 남부 푸젠성에서는 두 남성이 서로 예식을 통해 특별한 계약으로 묶였다는 기록이 있다.

### 현대
1989년 덴마크에서 세계 최초로 동성커플간 시민 결합을 법적으로 인정하였고, 2001년 네덜란드가 테오도시우스 법전 이후로 동성결혼을 법제화한 최초의 국가가 되었다. 2024년 현재 기준으로 영국과 미국, 프랑스, 아르헨티나 등 전 세계 35개 국가에서 동성결혼을 허용하고 있고, 시민 결합 제도를 시행하고 있는 국가들을 포함하면 전 세계 44개 국가가 동성 커플의 법적 지위를 보장하고 있다.

#### 동성결혼 허용 국가 연대표
| 2001년 | 네덜란드 (4월 1일)                                                                           |
| 2002년 |                                                                                              |
| 2003년 | 벨기에 (6월 1일)                                                                             |
| 2004년 |                                                                                              |
| 2005년 | 스페인 (7월 3일), 캐나다 (7월 20일)                                                          |
| 2006년 | 남아프리카 공화국 (11월 30일)                                                                |
| 2007년 |                                                                                              |
| 2008년 |                                                                                              |
| 2009년 | 노르웨이 (1월 1일), 스웨덴 (5월 1일)                                                         |
| 2010년 | 포르투갈 (6월 5일), 아이슬란드 (6월 27일), 아르헨티나 (7월 22일)                             |
| 2011년 |                                                                                              |
| 2012년 | 덴마크 (6월 15일)                                                                            |
| 2013년 | 브라질 (5월 16일), 프랑스 (5월 18일), 우루과이 (8월 5일), 뉴질랜드 (8월 19일)                |
| 2014년 |                                                                                              |
| 2015년 | 룩셈부르크 (1월 1일), 미국 (6월 26일), 아일랜드 (11월 16일)                                  |
| 2016년 | 콜롬비아 (4월 28일)                                                                          |
| 2017년 | 핀란드 (3월 1일), 몰타 (9월 1일), 독일 (10월 1일), 오스트레일리아 (12월 9일)                 |
| 2018년 |                                                                                              |
| 2019년 | 오스트리아 (1월 1일), 중화민국 (5월 24일) , 에콰도르 (6월 12일)                              |
| 2020년 | 영국 (1월 13일), 코스타리카 (5월 26일)                                                       |
| 2021년 |                                                                                              |
| 2022년 | 칠레 (3월 10일), 스위스 (7월 1일), 슬로베니아 (7월 8일), 쿠바 (9월 27일), 멕시코 (12월 31일) |
| 2023년 | 안도라 (2월 17일)                                                                            |
| 2024년 | 에스토니아 (1월 1일), 네팔 (4월 27일), 그리스 (2월 16일)                                     |
| 2025년 | 리히텐슈타인 (1월 1일), 태국 (1월 22일)                                                      |

## 동성결혼에 관한 국가별 입장

### 국제 기구
2015년 3월 12일 유럽 의회는 유럽연합 기관과 회원국들에게 정치, 사회, 시민의 권리 그리고 인권으로서 동성결혼 또는 시민결합을 인정하라고 촉구하는 결의안을 통과시켰다. 이에 유럽연합은 동성결혼이 허용된 국가에서 결혼한 부부를 다른 국가에서 인정할 수 있게 하는 제도 도입을 논의하고 있다. 결의안이 통과된 후 유럽연합 EU 집행위원회의 부위원장 프란스 티메르만스는 28개 회원국 모두에서 동성결혼이 허용되어야 한다고 주장하였다. 유럽사법재판소는 벨기에에서 동성결혼을 한 루마니아인-미국인 부부가 제기한 소송에서 동성결혼이 허용되지 않은 유럽연합 회원국이라도 이성결혼한 비 유럽연합 국가 출신 배우자와 마찬가지로 동성결혼한 비 유럽연합 국가 출신 배우자의 거주권을 인정해줘야한다고 판결내렸다. 이 판결은 모든 유럽연합 회원국에 효력이 있다.
2018년 1월 9일 코스타리카에 소재한 미주 인권 재판소는 동성결혼을 불허하는 것은 차별이라며, 22개 관할국들에게 동성결혼을 허용하라고 판결내렸다.

### 아시아, 오세아니아
뉴질랜드에는 2013년부터 동성결혼 제도를 시행하고 있다. 오스트레일리아는 동성결혼 찬성 진영이 승리한 2017년 하반기 주민우편조사 결과에 따라 의회가 결혼법을 개정하여 2017년 12월 9일 동성결혼을 법제화하였다. 이스라엘은 자국 내에서는 동성결혼 제도를 시행하지 않으나, 동성결혼 제도가 시행 중인 외국에서 결혼등록을 한 동성의 동반자는 법적 혼인관계로 인정하고 있다.
2017년 5월 24일 대만 사법원은 동성결혼을 인정하지 않는 현행 민법이 위헌이라며 2년 안에 관련 법안을 정비하라고 판결내렸다. 이에 중화민국 입법원은 2019년 5월 17일 동성결혼을 가능케 하는 시행법을 통과시켜, 5월 24일부터 중화민국은 아시아 최초로 동성결혼을 법제화한 국가가 되었다. 네팔은 윤리적, 종교적으로 동성결혼이 금지되지는 않았으나, 성소수자에게도 동등한 권리를 줘야 한다는 2008년의 대법원 판결에도 불구하고 이를 뒷받침할 법률적, 제도적 장치는 거의 마련되어 있지 않았다. 2023년 6월 28일 네팔 대법원은 정부에게 동성동반자의 법정 인정을 위한 보완 입법을 주문함과 동시에 정부에 즉시 신청자의 성별에 상관 없이 혼인등록을 허용하라고 판결내렸다. 이로서 네팔은 아시아에서 두번째로 동성결혼을 허용한 국가가 되었다.
2024년 3월 27일 태국 하원의회는 정부와 각 정당에서 제출하여 통합한 동성결혼을 허용하는 민법 개정안을 3차 독회에서 찬성 400표 반대 10표로 통과시켰다.

### 대한민국
2023년 5월 31일 대한민국 국회는 국내 최초로 동성결혼 허용을 위한 민법 일부 개정안인 《혼인평등법》이 정의당 소속 장혜원 의원의 주도로 12명의 공동발의자와 함께 입안되었다. 이는 가족구성권 3법 발의 캠페인의 일환으로 동성동반자간 법적 지위 인정을 위한 《생활동반자법》도 함께 포함되었다.
해당 개정안은 민법 제812조 제1항을
혼인은 이성(異性) 또는 동성(同性)의 당사자쌍방이 「가족관계의 등록 등에 관한 법률」에 정한 바에 의하여 신고함으로써 그 효력이 생긴다.

로 개정하는 것을 골자로 하고 있다. 그러나 2024년 회기 만료로 법안은 자동 폐기되었다.
2024년 7월 18일 대법원은 동성 배우자의 건강보험 피부양자 자격을 인정하지 않는 것이 성적 지향에 따른 차별이라고 판결했다. 이는 동성부부의 사회보장제도상 권리를 인정한 첫 대법원 판결로, 대법원 전원합의체는 동성 부부가 사실혼 관계와 동일하게 경제적 생활공동체를 형성하고 있다고 판단했다. 2022년 1월, 1심 재판부는 "건강보험에서 사실혼의 개념을 동성 간 결합으로까지 확대할 특별한 이유를 인정하기 어렵다"며 원고 패소 판결을 내렸었으나 2023년 2월, 2심 재판부는 "이것은 평등 원칙을 위반한 차별"이라며 소송을 제기한 동성커플의 손을 들어줬었다.

### 유럽
2001년 4월 1일, 네덜란드는 세계 최초로 동성결혼 제도를 시행하였다. 그 뒤를 이어 2003년에는 벨기에, 2005년에는 스페인, 2009년에는 노르웨이와 스웨덴, 2010년에는 포르투갈과 아이슬란드, 2012년에는 덴마크, 2013년에는 프랑스가, 2014년에는 룩셈부르크가 동성결혼 제도를 입법해 허용하였다.
2015년 5월 아일랜드가 세계 최초 주민투표로 동성결혼 제도를 도입하는 나라가 되었다. 동성결혼 허용을 위한 헌법 개정 주민투표가 아일랜드 공화국 유권자들에 의해 60.52% 투표율에 62.07%의 찬성율로 통과되어, 2015년 11월 16일부터 시행 중이다. 핀란드에서는 주민발의된 법안을 의회가 통과시켜, 스칸디나비아 국가들 중에서는 마지막으로 동성결혼을 허용하였다. 몰타와 독일은 2017년에 동성결혼을 법제화하였다. 2017년 12월 5일 오스트리아 헌법재판소는 결혼을 이성간으로 한정 짓는 것은 차별이라며 동성결혼을 허용하라고 판결하여, 2019년 1월 1일부터 동성결혼이 가능해졌다.
2021년 9월 26일 스위스에서 동성결혼 법제화를 묻는 주민투표 결과 찬성이 64.10%, 반대가 35.90%, 모든 칸톤에서 과반수 찬성으로 나타났다. 이에 2022년 7월 1일부로 동성결혼이 허용되었다. 2022년 7월 8일 슬로베니아 헌법재판소는 동성결혼을 금지하는 현행 법 조항은 위헌이라고 판결내리며, 즉시 동성결혼을 허용하고 동성커플의 입양권을 보장하였으며, 의회에 6개월 내로 관련 법을 입법하라고 명령하였다. 이에 슬로베니아 의회는 찬성 51표 반대 24표로 민법 개정안을 통과시켰다. 구 공산권 국가로는 동성결혼을 허용한 최초의 국가이다. 같은 해 7월 21일에는 안도라 의회가 찬성 23표 반대 0표로 동성결혼을 포함하는 민법개정안을 통과시켰다. 2023년 6월 20일 에스토니아 의회는 동성결혼 반대 측이 상정한 정부불신임안을 부결시키고 동성결혼 허용을 위한 가족법 개정안을 찬성 55표 반대 34표로 통과시켰다. 이에 2024년 1월 1일부터 동성동반자간 혼인신고가 가능해졌다. 그리스에서 동성결혼 허용 법안은 2022년에 처음 좌파 정당인 시리자에 의해 의회에 발의되었고, 2023년 총선에서 재승리한 보수 정부의 지지를 받으면서 입법에 급물살을 타게 되었다. 2024년 2월 15일 그리스 의회가 동성결혼 허용을 위한 민법 개정안을 찬성 175표 반대 77표로 통과시켰으며, 그 다음날 그리스 대통령의 인가를 받아 공식적으로 효력을 발휘하게 되었다.
영국의 경우 잉글랜드 및 웨일스는 2013년 영국 의회의 입법을 통해 동성결혼을 허용하였다. 스코틀랜드는 2014년 스코틀랜드 의회의 법안 가결에 따라 동성결혼이 허용되었다. 북아일랜드는 영국 의회가 북아일랜드 의회를 대신하여 북아일랜드에서의 동성결혼 법제화 법안을 통과시켜, 2020년 1월 13일부터 법적인 동성결혼이 가능해졌다.
2024년 기준으로 유럽 국가들 중에서는 체코와 리히텐슈타인에서 동성결혼 제도의 입법화가 논의 중에 있다.

### 북미
캐나다에서는 2005년부터 동성결혼 제도를 시행하고 있다.
미국에서는 2003년 매사추세츠주 법원이 동성결혼을 허용하라 판결하며 처음으로 동성결혼 제도가 도입되었다. 이후 판결과 입법, 주민투표를 통해 각 주(州)가 자체적으로 동성결혼을 허용하기 시작하였으며, 2013년 6월 26일 미국 연방 대법원은 결혼을 남녀 사이에서의 결합만으로 한정해 동성결혼 커플이 세금·주택·보건 등 연방 혜택 부여 대상에서 제외되었던 《결혼보호법》(1996년 제정)에 대해 위헌 판결을 내렸다. 당시 판결은 동성결혼을 인정하지 않는 주에 대해서 동성결혼을 인정하도록 하는 구속력을 갖지 않았으나, 2년만인 2015년 6월 26일 미국 연방 대법원은 오버거펠 대 호지스 사건에서 '동성결혼은 헌법이 정하는 기본권이자 사회 질서로서 존중되어야 하고, 개별 주(州) 차원에서 동성결혼을 금지할 권한이 없다'고 판결하여 미국 전역에서 동성결혼이 법제화되었다. 2022년 미국 연방의회는 양 정당의 지지를 받아 모든 주에서 동성결혼을 인정하게 하는 결혼존중법(The Respect for Marriage Act)을 가결하였고, 해당 법안은 2022년 12월 13일 최종적으로 조 바이든 대통령의 서명을 받아 연방법이 되었다.
멕시코의 수도 멕시코시티는 2009년부터 동성결혼을 승인하였고, 2011년 킨타나로오주, 2014년 코아우일라주, 2015년 치와와주가 그 뒤를 이었다. 멕시코의 모든 다른 주에서는 멕시코시티 등지에서 이루어진 동성결혼을 법적 혼인으로 인정하고 있다. 멕시코 연방 검찰은 대법원에 동성결혼법에 대한 위헌 소송을 냈으나 합헌 판결을 받았다. 2015년 6월 3일 멕시코 대법원은 동성결혼을 금지한 주법은 위헌이라 판결내리며, 멕시코 전국 법원에서 동성커플도 결혼증명서를 발급받을 수 있다. 2022년 12월 31일 게레로주가 동성결혼을 합법화 함에 따라 멕시코 내 모든 주에서 동성결혼이 허용되었다.

### 중남미
아르헨티나는 2010년부터 동성결혼 제도를 시행하고 있다. 브라질에서는 2012년 1월 알라고아스주를 시작으로 동성결혼 등록을 받기 시작했고, 2013년 5월 14일에 브라질 사법협의회가 전국적으로 동성결혼 등록증을 발급할 것을 결의함으로써 동성결혼이 브라질 전역에서 시행되게 되었다. 우루과이에서는 2013년 8월 5일부터 동성결혼법을 시행하고 있다. 콜롬비아는 동성결혼 금지가 위헌이라는 헌법재판소의 판결에 따라 2016년 4월 28일부터 동성결혼이 허용되었다. 6월 12일 에콰도르 헌법재판소는 동성결혼을 허용해야 한다고 판결을 내려, 에콰도르는 남미에서 다섯번째로 동성결혼을 허용한 국가가 되었다. 2018년 8월 9일 코스타리카 대법원은 미주인권재판소를 인용, 동성결혼 금지는 위헌이며 차별이라고 판결내리며, 18개월 이내에 관련 법을 개정할 것을 입법부에 명령하였다. 판결문의 공포 18개월 뒤인 2020년 5월 26일부터 동성결혼이 가능해졌다. 2018년 칠레의 보수성향 세바스티안 피녜라 대통령이 동성결혼 입법 의지를 관찰하면서 보수-진보 양측 정치권의 지지를 받아, 상원에선 찬성 21표와 반대 8표, 하원에선 찬성 82표와 반대 20표를 얻으며 압도적인 지지로 동성결혼을 위한 민법개정안이 통과되었다. 이에 2022년 3월 10일부터 공식적으로 동성결혼이 가능해졌다.
2022년 9월 25일 쿠바에서 실시된 국민투표에서 동성결혼을 허용하기 위한 헌법 수정안이 66.85%의 찬성률로 통과되었다. 2022년 9월 26일 쿠바의 미겔 디아스카넬 대통령이 서명하고 그 다음 날 공표되면서 동성결혼이 가능하게 되었다. 이로서 아메리카에서는 최초로 국민투표로 동성결혼을 허용한 국가가 되었으며, 현 공산권 국가들 중에서도 최초이다.

### 아프리카
남아프리카 공화국은 동성결혼을 인정하지 않는 결혼법이 위헌이라는 헌법재판소의 판결에 따라 의회의 표결(찬성 230표, 반대 41표)을 거쳐 아프리카 국가들 중에서 최초로 2006년부터 동성결혼 제도를 시행하고 있다.

### 동성결혼의 처벌 및 반대 국가
위와 같이 동성결혼을 허용하는 국가가 전 세계적으로 증가하는 추세에 있는 반면, 주로 이슬람권 국가에서는 이슬람 교리나 관습에 근거하여 동성애나 동성애자의 동거를 처벌의 대상으로 삼고 있다. 사우디아라비아, 이란, 예멘, 수단, 모리타니, 나이지리아의 북부 지역, 소말리아의 남부 지역에서는 적발될 경우에 최고 사형까지 판결하며, 다수의 중동 국가에서 중범죄로 다루어지고 있다. 우간다와 같이 기독교가 다수를 차지하는 국가에서도 동성애를 종신형으로까지 처벌하고 있다. 특히 동성결혼이 이미 허용되는 추세인 선진국의 보수 기독교 계에서 자국에서 후퇴한 뒤 자신들의 선교 및 봉사 활동 인프라를 활용해 아프리카와 카리브해 국가들에 동성애 혐오주의를 전파하고 있다는 의혹과 비난을 받고 있다.
또, 러시아는 2013년에 '동성애 선전 금지법'을 제정하여 공개 장소와 언론에서의 동성애 행위나 성소수자 문화 축제, 시위 등 공공에 대한 성소수자 인권 증익 운동을 불법으로 규정하여 징역 또는 벌금형에 처하는 범죄로 다루고 있다.

## 시민 결합 등 다른 형태의 법적 지위
1989년 10월 1일, 덴마크가 세계 최초로 동성간 법적 결합인 시민결합 제도를 시행하였다.
동성간 시민결합 제도는 독일, 오스트리아, 스위스, 리히텐슈타인, 영국, 아일랜드, 핀란드, 헝가리, 체코, 슬로베니아, 안도라, 콜롬비아, 에콰도르, 오스트레일리아(호주) 등의 국가에서 시행 중에 있다.
시민 결합에 대해 LGBT 운동가들은 동성결혼의 법제화로 가는 과도기로써 이를 찬성하나, 동성결혼에 대한 대안으로서는 반대하는 경향이 있다. 이는 동성 커플을 보편적인 "결혼"에 포섭하지 않고 "시민 결합"이라는 또 다른 차별적이고 모호한 제도로 수용하여 성소수자 운동이 애초 목표로 삼았던 평등화의 원칙에서 벗어나기 때문이라고 한다.

## 쟁점

### 입양과 자녀 양육
동성부부의 입양권은 동성결혼과 시민 결합의 제도상 가장 핵심적인 차이로, 동성결혼이 법제화된 국가들은 동성 부부의 입양권을 보장하고 있다. 물론, 이들 국가에서는 동성 배우자의 생물학적 자녀나 결혼 전 양자를 입양할 수 있게 하고 있다.
생물학적인 자녀를 얻기 위해 게이 부부들은 타인의 난자를 받아 인공수정, 대리모출산을 하거나, 레즈비언 부부는 타인의 정자를 받아 인공수정하기도 한다. 그러나 이 경우에도 동성 부부 중 생물학적 부모가 아닌 쪽은 입양제도를 이용해야 하고, 대리모출산의 경우에는 윤리적으로 강한 논란이 벌어지고 있다.
한편 최근에는 줄기세포 연구의 발전에 따라 남성의 줄기세포를 난자로 분화시키거나 여성에게서 정자를 생성할 수 있다. 2014년 영국의 케임브리지 대학교는 성인의 피부 세포를 생식세포로 바꾸는데 성공하였다. 미국과 이스라엘의 연구팀에서도 관련 기술의 논문들이 출판되었다.
동성 부부의 입양에 관한 여러 논문들은 가족의 정신적·신체적 건강함, 부부의 안정된 관계, 경제력 등을 양자를 양육하는데 있어서 가장 중요한 요소로 보고 있으며, 이러한 요소들이 갖추어져 있다면 동성 부부들도 이성애자 부부들과 큰 차이 없이 자녀를 정신적, 신체적으로 건강하게 양육할 수 있다고 한다.

### 트랜스젠더
대한민국을 비롯한 많은 국가에서는 트랜스젠더가 바뀐 성(性)으로 신분등록부 상의 성별을 정정할 수 있도록 법적으로 허용하고 있다. 다만, 동성결혼을 금지하는 국가들은 법적으로 혼인 중인 성전환자의 성별 정정은 허용하지 않는다. 혼인 중에 있는 성전환자에 대하여 성별 정정을 허용하는 경우, 이는 결과적으로 동성결혼을 인정하는 셈이 되기 때문이다.

## 연구

### 학계
결혼이라는 제도는 사회적 지위와 중요한 법적 이득과 권리, 특권을 부여한다. ... 동성 커플들은 결혼 제도를 평등하게 누리지 못하고 있다. ... 시민 결합 제도하의 동성 커플들은 다른 부부들이 연방법에 의해 누리는 모든 이득, 권리, 특권을 평등하게 영유하지 못한다. ... 법적 동거 관계에 포함된 이득과 권리, 특권들 또한 보편적으로 유효하지 못하며, 결혼 제도와 평등하지 못하다. ... 동성 커플이 결혼 제도를 누리지 못하게 거부하는 것은 특히 연령, 인종, 장애, 성, 성정체성, 종교, 사회경제적 지위 등으로 차별 받은 경험이 있는 사람들에게 해를 끼칠 수 있다. ... 미국 심리 학회는 동성 커플간 결혼을 금지하는 것, 결혼을 통해 누릴 수 있는 모든 이득, 권리, 특권을 가지지 못하도록 하는 것은 불공평하며 차별이라고 본다.
— 2004년 미국 심리 학회

... 결혼을 남녀간으로 규정하는 헌법 수정안은 결혼한 부부들에게 자동적으로 부여되는 보호, 이득, 의무등을 영유하지 못하게 막음으로서 레즈비언과 게이 그리그 그들의 자녀와 피부양자들에게 의도적으로 차별하는 행위이다. ... 우리는 상정된 헌법 수정안이 제시하는 공식적인 주장들이 경험주의적이고 편견적인 조사들에 기반하고 있다고 믿는다. ... 미국 사회 학회는 결혼을 남녀간으로 규정하는 헌법 수정안에 강력하게 반대하는 바이다.
— 2004년 미국 사회 학회

여러 문화와 시대에 걸친 가문, 혈족 관계, 가족에 관한 한 세기가 넘는 인류학 연구 결과, 그 어떤 문명이나 사회의 규율도 이성애적인 결혼 제도에만 의존되었다는 논증이 산출되지 못했다. 오히려 인류학 연구는 동성 부부로 이루어진 가족들을 포함한 여타 가족 형태의 확장이 인류 사회에 공헌된다는 결론을 지지한다.
— 2005년 미국 인류학 연합회

동성 부부에게서 양육되는 아이들은 이성 부부에게서 양육되는 아이들처럼 잘 지낸다는 광대한 증거가 존재한다. 25년 이상의 연구를 통해 부모의 성적 지향과 아이들의 정서적, 정신적, 행실적 적응 사이에 아무런 관계도 없음이 입증되었다. 이 자료는 아이가 편부모 혹은 동성 부부에게서 자라도 위험이 없다는 것을 논증한다. 양심적이고 교육적인 성인은 그들이 남성 또는 여성, 이성애자, 동성애자든 상관 없이 훌륭한 부모가 될 수 있다. 시민 결혼의 권리, 이득, 보호 등은 이런 형태의 가족들을 격려할 수 있을 것이다.
— 2006년 미국 소아과 학회

... 레즈비언, 게이 그리고 양성애자 또한 다른 모든 시민들처럼 마찬가지의 권리와 의무를 지닌 사회의 가치있는 구성원으로 존중받아야 한다. 여기에는 ... 혼인 제도에 얽힌 권리와 의무들도 포함된다.
— 2010년 영국 왕립 정신과의사 학회

## 대중매체속 동성결혼

### 만화
《어스토니싱 엑스맨》 #51에서는 슈퍼히어로인 장폴 보비에르가 그의 연인인 카일 지나두와 결혼식을 올리는 내용이 포함되었다. 이는 미국의 주류 히어로 만화계 역사상 최초의 동성결혼식 장면이다.

### 비디오 게임
페이블 시리즈와 엘더스크롤 5: 스카이림, 폴아웃 2, 심즈를 포함한 최근의 현대 비디오 게임에서 동성결혼은 점점 높은 빈도로 등장하고 있다.

### 텔레비전
현대의 텔레비전 미디어에서도 동성결혼은 쉽게 찾아볼 수 있다. 대표적인 텔레비전 프로그램으로는 애니메이션 《심슨 가족》과 《패밀리 가이》, 드라마 《모던 패밀리》, 《글리》, 《페어보테네 리베》 등이 있다.

## 같이 보기
- 나라별 법률에 따른 성소수자의 권리
- 동성애와 종교
- 차별금지법